# (436724) 2011 UW158
(436724) 2011 UW158 — небольшой околоземный астероид из группы аполлонов, который был открыт с помощью системы Pan-STARRS 1 в обсерватории Халеакала. Астероид пока не получил собственного имени.
Повышенный интерес к данному астероиду обусловлен, в первую очередь, его тесным сближением с Землёй в июле 2015 года, что позволило подробно его изучить, а, во вторых, его составом, в котором оказалось довольно много платины и других ценных металлов, по подсчётам некоторых учёных, на сумму от 300 млрд до 5,4 триллиона долларов.

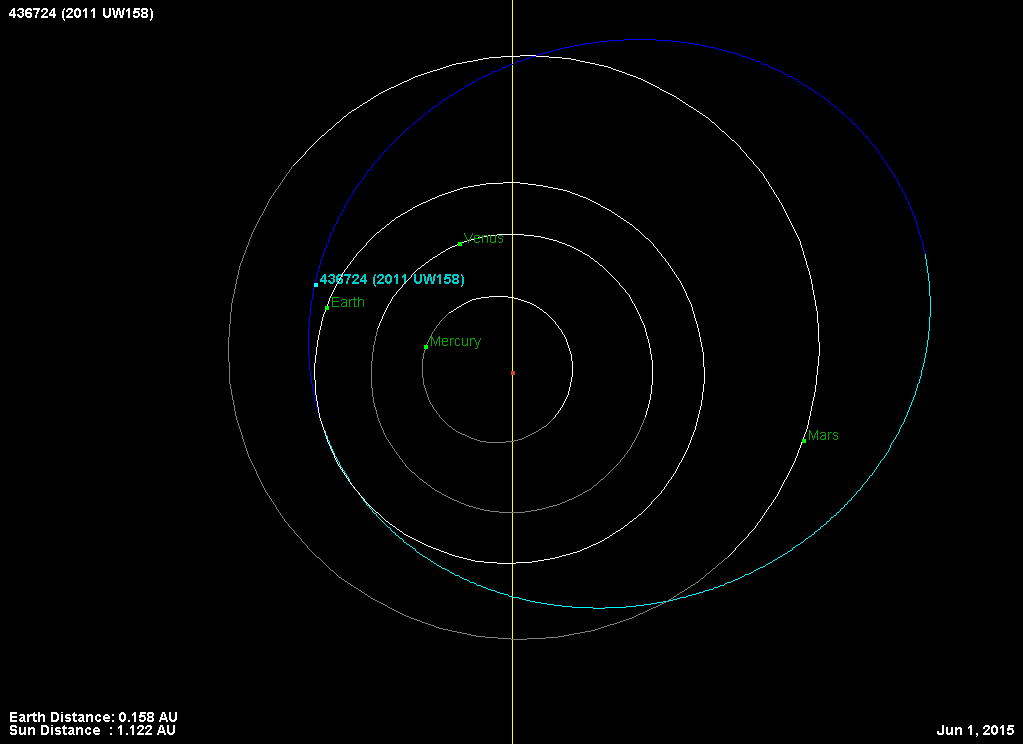
Орбита астероида (436724) 2011 UW158 и его положение в Солнечной системе

## История наблюдений
Тесное сближение астероида с Землёй произошло 19 июля 2015 года. В ходе него он пролетел мимо нашей планеты на расстоянии 0,0164 а. е. (2,46 млн км) — всего в 6,5 раз дальше орбиты Луны.
Исходя из его размеров и параметров орбиты астероид был признан принадлежащим к группе потенциально опасных объектов. Согласно определению, к данной категории относятся объекты (астероиды или кометы), которые могут приблизиться к Земле на расстояние менее 0,05 а. е. и, в случае столкновения, могут вызвать значительный ущерб. Во время данного сближения астероид 2011 UW158 пролетел от нашей планеты на гораздо меньшем расстоянии, а минимальное расстояние пересечения (MOID) с орбитой Земли — 0,00261 а. е. (391,5 тыс. км), что чуть дальше орбиты Луны. Размер астероида составляет 320 х 150 метров, а вес около 100 млн тонн. Этого вполне достаточно, чтобы в случае его падения на Землю, вызвать серьёзные разрушения в радиусе до 1500 км от эпицентра.
Столь тесное сближение в июле, несмотря на риск столкновения, позволило получить данные о физических и орбитальных параметрах этого тела, которые было бы крайне затруднительно установить, если бы астероид находился на орбите где-нибудь в главном поясе. В частности фотометрические измерения, проведённые 23 июня 2015 года астрономом Брюсом Гэри (Bruce Gary), позволили получить кривые блеска этого тела, из которых следовало, что период вращения астероида вокруг своей оси равняется всего 0,62 часа, с изменением блеска по мере вращения 0,5 m. Столь сильные колебания блеска свидетельствует о вытянутой форме данного астероида. Фотометрические измерения, проведённые 1 июля южнокорейским астрономом H.-K. Moon и позже британским астрономом Тимом Листером (Tim Lister) позволили получить данные 0,6 часа и 0,4 m и 0,62 часа и 0,7 m соответственно.
Наблюдения, проведённые 70-метровым рефлектором DSS 14 обсерваторией Аресибо с 14 по 17 июля, а также обсерваторией Голдстоун с 13 по 26 июля позволили получить радиолокационное изображение этого астероида с разрешением 3,75 м/пиксель. Причём 17 июля они проводились одновременно, что, за счёт наблюдения сразу с двух точек, позволило получить более точные данные.
В России наблюдения планировалось проводить тремя наблюдательными пунктами радиоинтерферометрической сети «Квазар-КВО» — «Бадары» (вблизи озера Байкал), «Зеленчукская» (на Кавказе) и «Светлое» (вблизи Санкт-Петербурга).